# Menachem Kirszenbaum
Menachem Kirszenbaum (ur. ?, zm. 1943) – polski działacz syjonistyczny, członek władz Żydowskiego Komitetu Narodowego (ŻKN).

## Życiorys
W trakcie okupacji niemieckiej podczas II wojny światowej znalazł się w getcie warszawskim. Był członkiem Żydowskiej Samopomocy Społecznej oraz członkiem zarządu Żydowskiego Towarzystwa Opieki Społecznej. Należał do władz Żydowskiej Komisji Koordynacyjnej i Żydowskiego Komitetu Narodowego.
W 1943 przeszedł wraz z rodziną na tzw. stronę aryjską. W tym samym roku został zamordowany na Pawiaku. 
W 1948 roku za zasługi położone w walce zbrojnej z okupantem hitlerowskim został pośmiertnie odznaczony Złotym Krzyżem Zasługi.
W spektaklu telewizji pt. Karski z 2014 roku w reż. Magdaleny Łazarkiewicz w rolę Menachema Kirszenbauma wcielił się Marcin Bosak.